# Liste der Namenstage/J
| Vorname    | Geschlecht | Datum |
| ---------- | ---------- | --- |
| Jacqueline | w          | 25. Juli, 13. Dezember |
| Jakob      | m          | 22. Januar, 4. Februar, 11. Mai, 25. Juli, 2. Oktober, 10. Oktober, 11. Oktober |
| Jacek      | m          | 10. Februar, 17. August |
| Jakobus    | m          | 3. Mai, 23. Oktober |
| Jan        | m          | 24. Juni |
| Jana       | w          | 24. Juni |
| Janina     | w          | 12. Dezember |
| Janine     | w          | 30. Mai, 17. August |
| Jasmin     | w          | 24. November |
| Jean       | w + m      | 19. Oktober |
| Jeanette   | w          | 30. Mai |
| Jennifer   | w          | 30. Mai |
| Jenny      | w          | 31. Januar |
| Jessica    | w          | 29. Dezember |
| Jens       | m          | 24. Juni |
| Jeremias   | m          | 1. Mai |
| Joachim    | m          | 11. Mai, 26. Juli, 16. August |
| Jobst      | m          | 13. Dezember |
| Jodok      | m          | 13. Dezember |
| Joel       | m          | 13. Juli |
| Jörg       | m          | 23. April |
| Johann     | m          | 7. Januar, 20. Mai, 15. August |
| Johanna    | w          | 4. Februar, 12. Mai, 30. Mai, 12. August, 12. Dezember |
| Johannes   | m          | 31. Januar, 7. März, 8. März, 17. März, 16. Mai, 18. Mai, 24. Juni, 26. Juni, 9. Juli, 12. Juli, 4. August, 12. August, 19. August, 29. August, 13. September, 9. Oktober, 23. Oktober, 3. November, 8. November, 21. November, 24. November, 26. November, 2. Dezember, 4. Dezember, 14. Dezember, 23. Dezember, 27. Dezember |
| John       | m          | 22. Juni |
| Jolanda    | w          | 17. Dezember |
| Jolante    | w          | 17. Dezember |
| Jonas      | m          | 21. September |
| Jonathan   | m          | 29. Dezember |
| Jordan     | w + m      | 13. Februar |
| Josef      | m          | 28. Januar, 19. März, 25. August, 11. September, 15. September |
| Josefa     | w          | 14. Februar |
| Joseph     | m          | 19. März |
| Josephine  | w          | 26. Oktober |
| Jost       | m          | 13. Dezember |
| Judas      | m          | 28. Oktober |
| Judith     | w          | 13. März, 29. Juni, 7. September |
| Julia      | w          | 12. April, 22. Mai, 21. Juli, 16. September, 28. Dezember, 5. Mai |
| Julian     | m          | 9. Januar, 27. Januar, 9. Februar, 19. Februar |
| Juliana    | w          | 16. Februar, 5. April |
| Juliane    | w          | 5. April, 19. Juni, 7. August |
| Julius     | m          | 12. April, 20. Dezember |
| Justin     | m          | 1. Juni |
| Justine    | w          | 7. Oktober, 14. April |
| Juri       | w + m      | 7. Oktober |
| Jutta      | w          | 25. März, 5. Mai, 17. August, 29. November, 22. Dezember |
| Jürgen     | m          | 23. April |